# Зіткнення поїзда в Анкарі
39°56′03″ пн. ш. 32°46′42″ сх. д. / 39.9342° пн. ш. 32.7783° сх. д.
Зіткнення поїзда в Анкарі сталося 13 грудня 2018, коли пасажирський високошвидкісний поїзд зіткнувся з локомативом снігоочищувача біля району Yenimahalle у Анкарі, Туреччина, на високошвидкісній залізничній лінії Анкара-Конья. При зіткненні зійшли з рейок три вагони. Три машиніста та п'ять пасажирів померли на місці, 84 — поранено. Один пасажир помер у лікарні. 34 пасажира, включаючи двох у критичному стані, лікують у різних лікарнях Анкари.

## Аварія
На швидкісній залізничній лінії Анкара — Конья пасажирський поїзд відійшов від швидкісного вокзалу Анкари (тур. Ankara YHT Garı) з 206 пасажирами на борту о 06:30 UTC+3 (03:30 UTC) 13 грудня 2018. Приблизно через чотири хвилини, сталося лобове зіткнення коли швидкісний поїзд, що йшов до Конья з лінійною швидкістю 80-90 км/год, зіткнувся прямо перед станцією Маршандіз у районі Yenimahalle провінції Анкара зі снігоочищувачем, який повертався із зміни по перевірці залізниці. Три вагони швидкісного потягу зійшли з рейок, та пішохідний міст між залізничними лініями обвалився на два вагони. Восьмеро людей, включаючи трьох машиністів локомотива, загибли на місці. Інформація про 48 поранених людей згодом була оновлена до 84. Серед поранених пасажирів три у критичному стані доставлені до різних лікарень у Анкарі. Один постраждалий пасажир згодом помер у лікарні. 34 людини залишаються у лікарнях.
Опубліковані фотографії показують локомотив 68 041 TCDD E68000-класу та електропоїзд TCDD HT80000 задіяні в аварії.

## Наслідки
Понад 40 машин швидкої допомоги, 20 пожежних машин, поліція, національна рятувальна команда, пожежні та рятувальні команди прибули на місце аварії.
Головний прокурор Анкари розпочав розслідування, щоб з'ясувати причину аварії. Три залізничних працівника були затримані за підозрою в недбальстві.